# 民主學校
民主學校（Democratic school）是一種體現校園民主的學校，以生活公約取代威權體制教育中的校規。民主學校很多樣，各具特色。
伴隨著師生平等的權力結構，彈性的課程設計、選課制或像瑟谷學校一樣，完全不由成人主動安排任何課程，一切的教育由學習者為出發。這種以學習者為出發的教育理念，稱為自主學習。
並非所以自主學習學校都和瑟谷學校一樣，沒有規定課程。在台灣的種籽學苑、台北市自主學習實驗計畫都有必選修制。
由於理念相近，民主學校同時也與在家自學的個人與組織聯結，形成一年一度的國際民主教育年會，會中人們交流教育與學習的經驗，並分享遇到的困難，尋求協助。
民主學校是另類學校中，學生有最大自由的一類。

## 外部鍵結
- 國際民主教育網